# Stefanie Kock
Stefanie Kock (* 9. Juni 1975) ist eine deutsche Sängerin (Mezzosopran), Schauspielerin, Musicaldarstellerin und Autorin.

## Leben
Stefanie Kock wurde von Klaus Maria Brandauer, Inge Konradi und Samy Molcho unterrichtet und an der Stella R1 Academy im Fach Musical in Hamburg ausgebildet.
In der Spielzeit 2003/2004 spielte sie in Das Mädchen Rosemarie die Rolle der „Marga von Rahn“ im Capitol Theater Düsseldorf. Anschließend war sie Erstbesetzung als „Marie von Preußen“ in der Welturaufführung von Ludwig² im Festspielhaus Neuschwanstein. Im Moshammer-Musical Daisy’s König in München verkörperte sie „Daisy“ und war zeitgleich Solistin bei Swinging Ludwig.
Seit Beginn gehört sie zum Ensemble der Musical Moments Tour von Espen Nowacki, die jährlich durch Deutschland tourt. Daneben tritt sie mit dem Partnerprogramm Kerbst und Kock mit Alexander Kerbst auf. Bei der Tournee Falco – das Musical ist sie seit 2018 als „Ana Conda“ zu sehen.
Bei der Neuinszenierung von Ludwig² steht sie seit 2016 wieder als „Marie von Preußen“ und „Ludovika“ auf der Bühne von Ludwigs Festspielhaus Füssen. Außerdem ist sie dort sowie im Theaterhaus Stuttgart und der Neuen Gebläsehalle Neunkirchen auch als „Mutter“ und „Marioza“ im Musical Die Päpstin zu sehen.
2018 veröffentlichte sie ihren Roman Single sucht Cover.
2022 steht sie in der Rolle der Amelie von Zeppelin sowie als Rosalie Cagney in Zeppelin – Das Musical im Festspielhaus Neuschwanstein auf der Bühne.

## Engagements (Auswahl)
- 2001: „Ill's Tochter“, „Die junge Claire“ in Der Besuch der alten Dame, Ernst Deutsch Theater Hamburg
- 2001/02: „Ava Gardner“, „Mia Farrow“, „Marilyn Monroe“ in Frank Sinatra Gala
- 2003/04: „Marga von Rahn“ in Das Mädchen Rosemarie, Capitol Theater Düsseldorf
- 2005/06: „Marie von Preußen“, „Engel der Geschichte“, „Ludovika“, „Sissi“ in Ludwig², Festspielhaus Neuschwanstein
- 2007: „Conny“, „Kommissar“, „Garbo“ in Falco meets Amadeus
- 2006–2008: Swinging Ludwig (Solistin)
- 2008: „Daisy“ in Daisy's König, Oberanger Theater München
- 2008: Zahlreiche Rollen in The Scarlet Pimpernel, Schlossfestspiele Ettlingen
- seit 2008: Espen Nowacki's Musical Moments (Solistin)
- 2007–2010: Musicalfieber (Solistin)
- seit 2010: Kerbst und Kock, mit Alexander Kerbst
- 2010/11: Nacht der Musicals (Solistin)
- 2011: „Marie von Preußen“ in Ludwig², BigBox Kempten
- seit 2018: „Ana Conda“ in Falco – das Musical
- 2017: „Mutter“, „Marioza“ in Die Päpstin, Neue Gebläsehalle Neunkirchen
- 2016–2018: „Marie von Preußen“ in Ludwig², Ludwigs Festspielhaus Füssen
- 2018/19 „Mutter“, „Marioza“ in Die Päpstin, Ludwigs Festspielhaus Füssen, Neue Gebläsehalle Neunkirchen, Theaterhaus Stuttgart
- 2019: „Marie von Preußen“, „Ludovika“ in Ludwig², Ludwigs Festspielhaus Füssen

## TV & Kino
- 1998+2001: Episodenhauptrolle in Für alle Fälle Stefanie, Sat.1
- 1999: Episodenhauptrolle in St. Angela, RTL
- 2002: „Sekretärin“ in Girl, Kino-Produktion
- 2003: „Bankangestellte“ in Der letzte Zeuge, ZDF

## Diskographie
- 2005 + 2011: Ludwig² als „Marie von Preußen“